# Equipo Alemán Unificado en los Juegos Olímpicos de Tokio 1964
El Equipo Alemán Unificado estuvo representado en los Juegos Olímpicos de Tokio 1964 por un total de 337 deportistas que compitieron en 19 deportes.  
La portadora de la bandera en la ceremonia de apertura fue la saltadora Ingrid Engel-Krämer.

## Medallistas
El equipo olímpico alemán obtuvo las siguientes medallas:
| Nombre | Deporte            | Competición                  |
| --- | ------------------ | ---------------------------- |
| Oro |                    |                              |
| Willi Holdorf | Atletismo          | Decatlón M                   |
| Karin Balzer | Atletismo          | 80 m vallas F                |
| Lothar Claesges Karl-Heinz Henrichs Karl Link Ernst Streng                                                                                            | Ciclismo en pista  | Persecución por eqs. M       |
| Harry Boldt (Remus) Reiner Klimke (Dux) Josef Neckermann (Antoinette)                                                                                 | Hípica             | Doma por eqs.                |
| Hermann Schridde (Dozent II) Kurt Jarasinski (Toro) Hans Günter Winkler (Fidelitas)                                                                   | Hípica             | Saltos por eqs.              |
| Jürgen Eschert | Piragüismo         | C1 1000 m M                  |
| Roswitha Esser Annemarie Zimmermann-Weber | Piragüismo         | K2 500 m F                   |
| Peter Neusel Bernhard Britting Joachim Werner Egbert Hirschfelder Jürgen Oelke                                                                        | Remo               | Cuatro con timonel (M4+) M   |
| Ingrid Engel-Krämer | Saltos             | Trampolín 3 m F              |
| Wilhelm Kuhweide | Vela               | Finn M                       |
| Plata |                    |                              |
| Harald Norpoth | Atletismo          | 5000 m M                     |
| Dieter Lindner | Atletismo          | 20 km marcha M               |
| Wolfgang Reinhardt | Atletismo          | Salto con pértiga M          |
| Renate Garisch-Culmberger | Atletismo          | Peso F                       |
| Ingrid Lotz | Atletismo          | Disco F                      |
| Emil Schulz | Boxeo              | Medio (75 kg) M              |
| Hans Huber | Boxeo              | Pesado (+81 kg) M            |
| Helga Mees | Esgrima            | Florete ind. F               |
| Birgit Radochla | Gimnasia artística | Salto de potro F             |
| Harry Boldt (Remus) | Hípica             | Doma ind.                    |
| Hermann Schridde (Dozent II) | Hípica             | Saltos ind.                  |
| Wolfgang Hofmann | Judo               | –80 kg M                     |
| Klaus Rost | Lucha libre        | 70 kg M                      |
| Frank Wiegand | Natación           | 400 m libre M                |
| Horst Löffler Frank Wiegand Uwe Jacobsen Hans-Joachim Klein                                                                                           | Natación           | 4 × 100 m libre M            |
| Horst-Günter Gregor Gerhard Hetz Frank Wiegand Hans-Joachim Klein                                                                                     | Natación           | 4 × 200 libre M              |
| Ernst-Joachim Küppers Egon Henninger Horst-Günter Gregor Hans-Joachim Klein                                                                           | Natación           | 4 × 100 m estilos M          |
| Günter Perleberg Bernhard Schulze Friedhelm Wentzke Holger Zander                                                                                     | Piragüismo         | K4 1000 m M                  |
| Achim Hill | Remo               | Scull ind. (M1x) M           |
| Klaus Aeffke Klaus Bittner Karl-Heinrich von Groddeck Hans-Jürgen Wallbrecht Klaus Behrens Jürgen Schröder Jürgen Plagemann Horst Meyer Thomas Ahrens | Remo               | Ocho con timonel (M8+) M     |
| Ingrid Engel-Krämer | Saltos             | Plataforma 10 m F            |
| Peter Ahrendt Ulrich Mense Wilfried Lorenz | Vela               | Dragon M                     |
| Bronce |                    |                              |
| Klaus Lehnertz | Atletismo          | Salto con pértiga M          |
| Uwe Beyer | Atletismo          | Martillo M                   |
| Hans-Joachim Walde | Atletismo          | Decatlón M                   |
| Heinz Schulz | Boxeo              | Pluma (57 kg) M              |
| Willi Fuggerer Klaus Kobusch | Ciclismo en pista  | Tandem M                     |
| Helga Mees Heidi Schmid Rosemarie Scherberger Gudrun Theuerkauff                                                                                      | Esgrima            | Florete por eqs. F           |
| Equipo | Fútbol             | Torneo M                     |
| Siegfried Fülle Philipp Fürst Erwin Koppe Klaus Köste Günter Lyhs Peter Weber                                                                         | Gimnasia artística | Concurso completo por eqs. M |
| Fritz Ligges (Donkosak) | Hípica             | Concurso completo ind.       |
| Fritz Ligges (Donkosak) Horst Karsten (Condora) Gerhard Schulz (Balca) Karl-Heinz Fuhrmann (Mohamet)                                                  | Hípica             | Concurso completo por eqs.   |
| Klaus Glahn | Judo               | Categoría abierta M          |
| Lothar Metz | Lucha grecorromana | 87 kg M                      |
| Heinz Kiehl | Lucha grecorromana | 97 kg M                      |
| Wilfried Dietrich | Lucha grecorromana | +97 kg M                     |
| Hans-Joachim Klein | Natación           | 100 m libre M                |
| Gerhard Hetz | Natación           | 400 m estilos M              |
| Heinz Büker Holger Zander | Piragüismo         | K2 1000 m M                  |
| Michael Schwan Wolfgang Hottenrott | Remo               | Dos sin timonel (M2-) M      |